# Grallaricula
Grallaricula és un gènere d'ocells de la família dels gral·làrids (Grallariidae). Anteriorment inclòs en la família Formicariidae. Agrupa espècies natives de l'Amèrica tropical (Neotròpic), on es distribueixen des de Costa Rica, per Amèrica Central i del Sud, a l'est fins al nord i tepuies de Veneçuela i al sud fins al sud-est del Perú i nord de Bolívia, principalment al llarg dels Andes.

## Descripció
Els ocells d'aquest gènere són molt petits, mesurant entre 10 i 11,5 cm de longitud, de patrons de plomatge generalment atractius. Es troben a l'interior de selves montanes, on són notablement inconspicus, diferent dels altres gèneres de gral·làrids. Rarament, baixen a terra i algunes vegades mouen el cos de banda a banda sense moure les potes. Molts habiten en àrees de distribució notablement petites, i alguns d'aquests semblen ser genuïnament rars, com en el seu hàbitat adequat. Algunes espècies són molt vocals, mentre que altres ho són molt menys.

## Taxonomia
L'espècie Grallaricula leymebambae, que es distribueix pels Andes des del sud de l'Equador fins al nord-oest de Bolívia, ja era considerada com a espècie separada de G. ferrufineipectus per Ridgely & Tudor (2009), per Manual del Ocells del Món (HBW) i per Birdlife International (BLI) amb base en diferències morfològiques, de plomatge i vocals. Les anàlisis genètiques presentades per Van Doren et al. (2018) van demostrar que està agermanada amb G. lineifrons i que totes dues estan agermanades amb G. flavirostris, per tant més distants de la pròpia G. ferrugineipectus. Això va ser també confirmat per dades morfomètriques i de vocalització. La separació va ser aprovada en la Proposta N° 784 al Comitè de Classificació de Sud-americà (SACC).
L'espècie G. cumanensis va ser separada de G. nana, seguint els estudis biomètrics, de plomatge i de veu de Donegan (2008), el que va ser aprovat per la Proposta N° 421A al SACC. A la Part B de la mateixa proposta, seguint també els estudis de Donegan (2008), es va rebutjar l'elevació de G. nana kukenamensis, subespècie dels tepuies del sud-est de Veneçuela i oest de Guyana, esperant més evidències vocals.
Segons la Classificació del Congrés Ornitològic Internacional (versió 14.2, 2024) aquest gènere està format per 10 espècies:
- Grallaricula flavirostris - xanca ocràcia.
- Grallaricula loricata - xanca menuda llorigada.
- Grallaricula cucullata - xanca menuda cap-roja.
- Grallaricula peruviana - xanca menuda del Perú.
- Grallaricula ochraceifrons - xanca menuda front-rogenca.
- Grallaricula ferrugineipectus - xanca menuda pit-roja.
- Grallaricula leymebambae - xanca menuda pitbruna.
- Grallaricula cumanensis - xanca menuda de Sucre.
- Grallaricula nana - xanca menuda coronada.
- Grallaricula lineifrons - xanca menuda de mitjalluna.